# Eulachnus rileyi
Eulachnus rileyi är en insektsart som först beskrevs av Williams, T.A. 1911. Enligt Catalogue of Life ingår Eulachnus rileyi i släktet Eulachnus och familjen långrörsbladlöss, men enligt Dyntaxa är tillhörigheten istället släktet Eulachnus och familjen barkbladlöss. Arten är reproducerande i Sverige. Inga underarter finns listade i Catalogue of Life.